# Iambia brunnea
Iambia brunnea är en fjärilsart som beskrevs av W. Warren 1914. Iambia brunnea ingår i släktet Iambia och familjen nattflyn. Inga underarter finns listade i Catalogue of Life.